# Forêt de Quatre Vaux
La forêt de Quatre Vaux est une forêt de la Charente, en France, située au nord-est d'Angoulême.

## Géographie
La forêt occupe une large plaque d'argile d'origine tertiaire recouvrant un plateau de calcaire jurassique d'altitude moyenne 130 m.
La forêt est allongée selon un axe sud-est, nord-ouest.
Elle est coupée au sud par un vallon profond qui est la vallée de la Bellonne, affluent de la Tardoire, mais ce ruisseau s'est infiltré dans le karst de La Rochefoucauld peu avant d'arriver à Taponnat, aussi la vallée est sèche. Son altitude est de 90 m à l'est et 80 m à l'ouest.
Des combes, autres vallons secs, relient ce plateau à ce vallon, d'où le nom de la forêt, Quatre Vaux.
La forêt occupe principalement la commune des Pins, mais elle déborde légèrement au sud-ouest sur celle d'Agris, au sud sur celle de Rivières et au sud-est sur celle de Taponnat.
Elle est traversée par la D.11, route d'Angoulême ou Rouillac à Chasseneuil, et longée par la D.36 au nord-est, la D.45 au nord, ancienne voie romaine de Saintes à Lyon, et la D.175 à l'ouest qui passe au lieu-dit Quatre-Vaux sur la commune des Pins. La D.11 coupe le profond vallon de la Bellonne par une série de virages.
La forêt de Quatre Vaux est à 5 km de Chasseneuil, 5 km de La Rochefoucauld et 30 km d'Angoulême.

## Histoire
La forêt a été un terrain de chasse de Charles X où il avait, dit-on, poursuivit un loup jusqu'à l'estuaire de la Gironde.
La forêt appartenait avant la Révolution à la seigneurie des Pins. Elle fut vendue comme bien national et acquise aux deux tiers par les propriétaires actuels et un tiers par la commune des Pins.

## Végétation
Principalement des feuillus : chênes, hêtres, châtaigniers.

## Protection
La forêt fait partie d'un ensemble de 5 537 ha comprenant aussi le bois de Bel-Air et la vallée de la Bonnieure, classé en zone naturelle d'intérêt écologique, faunistique et floristique (ZNIEFF) type 2,.

## Galerie de photos

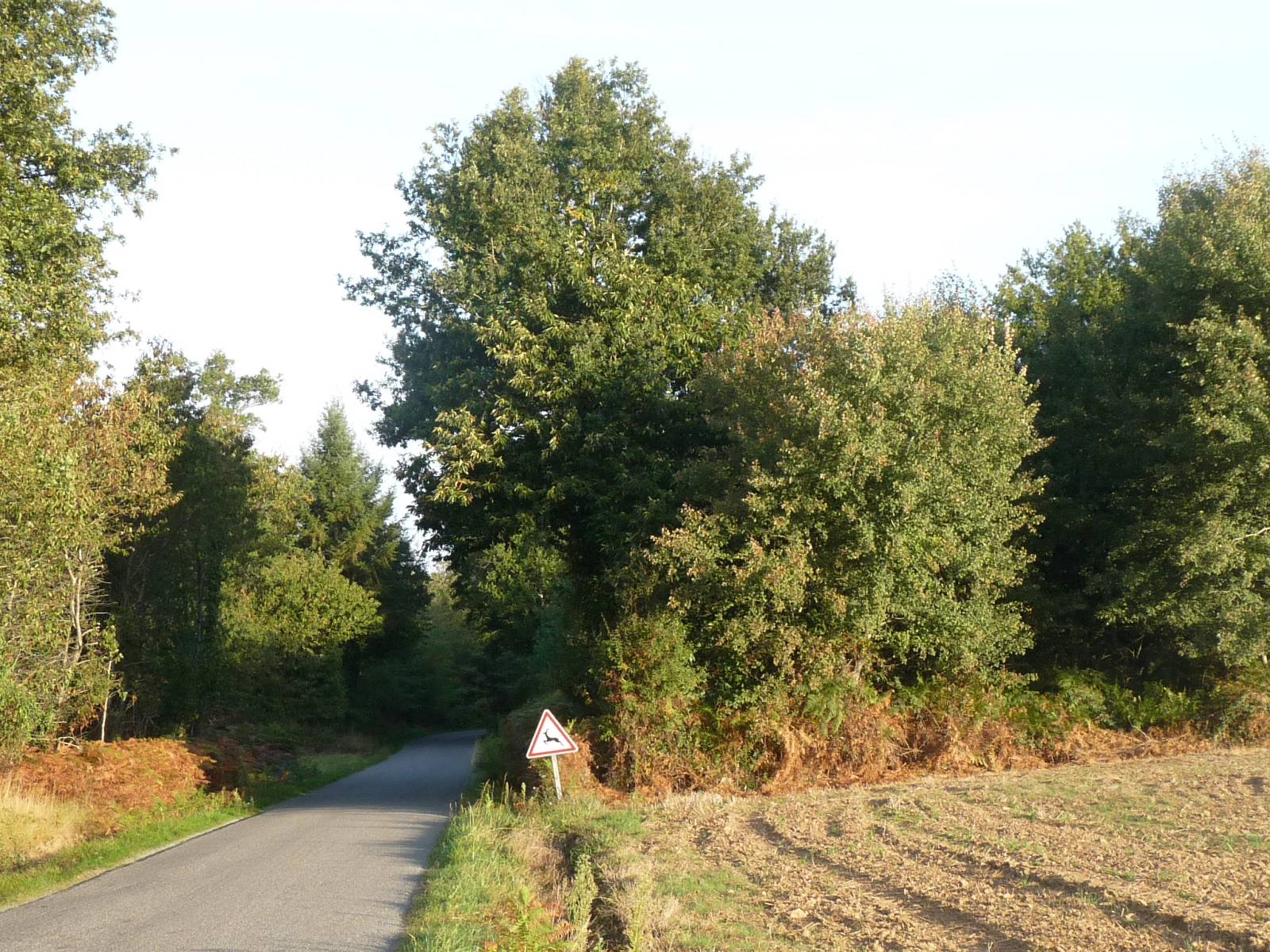
En arrivant des Frauds
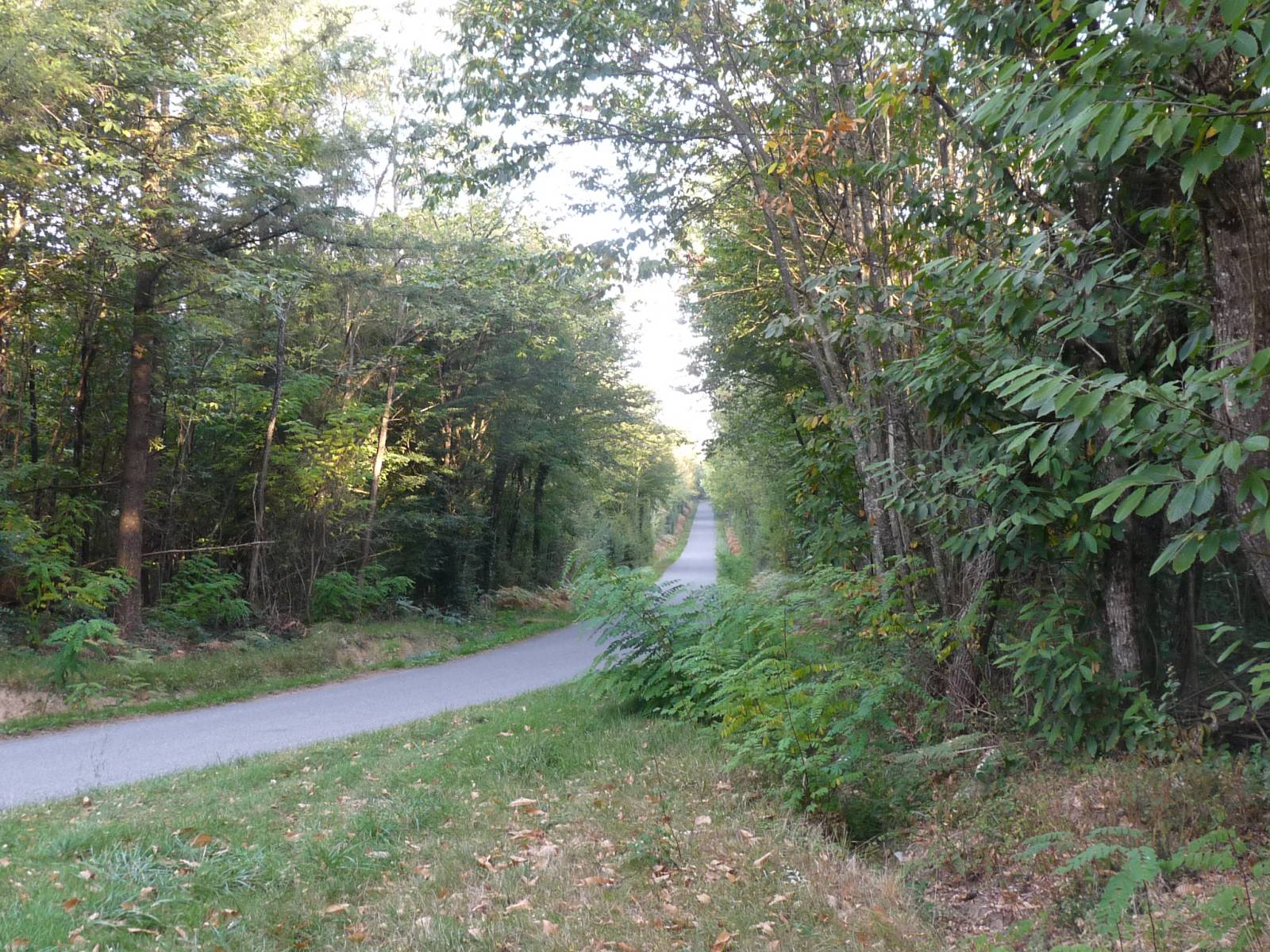
Sur la D.36, commune des Pins